# Lulu Hypermarket
Pour les articles homonymes, voir Lulu.
Lulu Hypermarket (stylisé en « LuLu Hypermarket ») est une chaîne d’hypermarchés émirienne, créée en 2000 et appartenant au groupe EMKE (alias Lulu Group International). M. A. Yousuf Ali (en) est le directeur général de ce groupe qui a son siège à Abou Dabi. Les hypermarchés Lulu comptent plus de 30 000 employés de diverses nationalités.
L’enseigne Lulu est l’une des plus grandes chaînes de vente au détail en Asie et la plus grande au Moyen-Orient avec 105 points de vente (Lulu Hypermarket, Lulu Supermarket, Lulu Center, Lulu Express, Lulu Village) répartis à travers le Conseil de coopération du Golfe (CCG) et l’Inde.

## Histoire
En 2013, Lulu Hypermarket ouvre un centre commercial en Inde à Kochi, Kerala.

## Implantations
| Pays                | 1er magasin | Nombre de magasins |
| ------------------- | ----------- | ------------------ |
| Émirats arabes unis | 2000        | 21                 |
| Oman                | 2004        | 12                 |
| Yémen               | 2006        | 1                  |
| Bahreïn             | 2007        | 4                  |
| Koweït              | 2007        | 3                  |
| Arabie saoudite     | 2009        | 3                  |
| Égypte              | 2010        | 1                  |
| Inde                | 2013        | 1                  |
| Qatar               |             | 3                  |
| Malaisie            | 2016        | 0 (10 planifiés)   |